# Тиликум
Тили́кум (англ. Tilíkum; декабрь 1981 — 6 января 2017), иногда искажённо Тилли́кум (англ. Tillíkum) — дрессированный самец косатки; кличка животного происходит от чинукского жаргона северо-запада США с областью значений «друзья/родня/племя/нация/люди».
Был крупнейшим из содержащихся в неволе представителей вида; оставил многочисленное потомство. Известен причастностью, как минимум, к трём случаям гибели людей.

## Общее описание
На середину 2012 года длина тела Тиликума составляла около 6,9 м, масса — приблизительно 5,4 тонны. Грудные плавники/ласты имеют длину 2,1 м, спинной — около 2 метров, опавший влево (как очень часто бывает у содержащихся в неволе косаток). Тиликум считается крупнейшей из содержавшихся в неволе косаток.

## Жизнь в неволе
Тиликум был пойман во фьорде Берюфьорд на востоке Исландии в ноябре 1983 года, приблизительно в двухлетнем возрасте. Вместе с ним были пойманы самец косатки Нанду и самка Самоа (оба умерли).

### Sealand of the Pacific
Первым местом жизни Тиликума после поимки стал аквапарк сети SeaWorld в районе Саут-Оак-Бей на крайнем юго-западе канадской провинции Британская Колумбия (закрыт в ноябре 2014). Молодой самец жил с более старшими самками Хайдой II и Нуткой IV, занимая в их иерархии низовое положение.
Так как загон косаток был отделен от океана сетью и владелец аквапарка Боб Райт опасался, что ночью косатки могут прогрызть себе путь на волю или быть освобождены активистами защиты животных, все трое животных на ночь загонялись в малый модуль диаметром 8,5 и глубиной 6,1 метра.

#### Первая человеческая жертва
21 февраля 1991 года произошёл первый случай человеческой гибели, ассоциируемый с Тиликумом. Дрессировщица Келти Бирн спустилась в воду загона с косатками; так как аквапарк не практиковал так называемый «water work», для всех трёх животных это был первый случай, когда человек находился вместе с ними в воде. Хотя Тиликум не был первым, кто схватил Бирн, он вместе с Хайдой и Нуткой перебрасывали дрессировщицу пастями между собой, в итоге её утопив. Как впоследствии выяснилось, обе самки в момент агрессии были беременны.
9 января 1992 года Тиликум был передан в SeaWorld Orlando во Флориде; Sealand of the Pacific вскоре после этого был закрыт.

### SeaWorld Orlando
Пребывание Тиликума в SeaWorld Orlando также было связано с двумя человеческими смертями (в одном случае вина косатки не подтверждена).

#### Вторая человеческая жертва
6 июля 1999 года Тиликум был найден с обнажённым телом мёртвого мужчины, распростёртым на его спине. Жертвой оказался 27-летний Дэниэл П. Дьюкс. По версии расследования, Дьюкс, накануне бывший посетителем шоу, спрятался от охраны, чтобы остаться в парке после закрытия, и проник в загон для косаток. Эксперты заключили, что смерть наступила от переохлаждения и утопления; аутопсия показала наличие на трупе множественных повреждений, ушибов и ссадин, в том числе от укусов косатки, однако без однозначного подтверждения, были ли они получены до смерти Дьюкса или после (при возможных попытках животного вызвать реакцию человека, двигая его тело).

#### Третья человеческая жертва
Третий смертельный инцидент произошёл 24 февраля 2010 года, причем жертвой стала опытная 40-летняя дрессировщица Дон Браншо, и её смерть явно была вызвана активными действиями косатки, что засвидетельствали как сотрудники, так и зрители водного аттракциона. Смерть дрессировщицы произошла во время шоу «Обед с Шаму». Расследование, свидетельские показания и съёмки камер показали, что непосредственно перед нападением Дон Браншо находилась рядом с Тиликумом на пандусе, плавно уходящем в воду и используемом для некоторых трюков, и объясняла зрителям, что произойдёт в ходе шоу. По основной версии, объявленной дирекцией аквапарка, Тиликум затянул женщину в воду за «хвост» её причёски, который мог просто зацепиться за его зубы. Тиликум мог также принять «хвост» причёски за игровой предмет или за рыбу, так как незадолго до этого дрессировщица давала ему рыбу в качестве поощрения и могла коснуться волос, оставив на них рыбный запах. В то же время, некоторые свидетели и видеозаписи утверждают, что дрессировщица была утянута в воду за руку.
Как зрители, так и сотрудники не сразу поняли, что происходит незапланированное действие, однако это стало очевидным, когда косатка начала бить хвостом по воде и трясти женщиной из стороны в сторону. Сотрудники использовали сети и корм, чтобы отвлечь животное, а позже сумели заманить косатку в медицинский бассейн, где она, наконец, отпустила тело женщины, однако к прибытию врачей (и вероятно раньше) та была уже мертва. Аутопсия Дон Браншо показала смерть как от утопления, так и от нанесённых травм: у дрессировщицы была повреждена челюсть, рёбра, шейные позвонки, разорван спинной мозг.
23 августа 2010 года аквапарк был оштрафован Управлением по охране труда (OSHA) на 75 тысяч долларов США за три случая грубых нарушений техники безопасности, из которых два были напрямую связаны со смертью Дон Браншо. Менеджментом SeaWorld был заявлен протест на это решение, называющий заключения OSHA «безосновательными». Вдовец погибшей дрессировщицы Скотт Браншо нанял юристов из чикагской фирмы, специализирующейся на судебных делах по смертям в результате противоправных действий, однако в итоге не стал предъявлять SeaWorld дополнительных обвинений.

#### Возвращение к публике
Тиликум был заново допущен к представлениям на публику с 30 марта 2011 года. При этом был принят ряд мер предосторожности: отказ от «water work» (аттракционов с дрессировщиками вместе с животными в бассейне), массаж этой косатки только водой из шлангов высокого давления (вместо ручного); на платформах для дрессировщиков были установлены съёмные защитные ограждения. Рассматривалась также установка подъёмных фальшполов, которые позволили бы при необходимости извлекать дрессировщиков или животных из бассейнов в течение минуты.
Несмотря на уверения менеджмента аквапарков, что Тиликум содержится отдельно от остальных косаток, неоднократно засвидетельствовано его периодическое содержание вместе с его «внуком» Труа и/или дочерью Малиа (см. раздел о потомстве), а также участие в представлениях вместе с Труа. В декабре он был «отведён» от представлений в связи с болезнью, однако весной 2012 года вновь допущен к участию в шоу.

### Смерть
В марте 2016 года аквапарк SeaWorld сообщил об ухудшении здоровья косатки, предположительно связанном с резистентной лёгочной инфекцией. Впоследствии наблюдалось некоторое улучшение состояния, однако 6 января 2017 года Seaworld объявил о смерти Тиликума.

## Потомство
Тиликум обладает наибольшим потомством из содержащихся в неволе самцов косаток; насчитывается, по крайней мере, 21 его непосредственный отпрыск, из которых в живых на настоящее время осталось 11. Двое из его детей впоследствии произвели на свет по двое своих детенышей.
Первый детеныш Тиликума, Кюкот, родился ещё в пору его пребывания в Sealand of the Pacific, 24 декабря 1991 года от самки Хайды II; остальные родились от многочисленных связей с разными самками в SeaWorld Orlando, в том числе два детеныша, Накаи (род.2001) и Кохана (род.2002), стали первыми косатками, рожденными путём искусственного осеменения.
Полный текущий список потомков Тиликума:
- Сыновья: Кюкот (род. 1991), SOP-9201 (род. 1992, умер 36 дней от роду), Таку (1993—2007), Сумар (1998—2010), Туар (род. 1999), Текоа (род. 2000), Накаи (род. 2001), SWT-0101 (2001, мертворождённый), Икаика (род. 2002), Макайо (род. 2010)
- Дочери: Унна (1996—2015), SWF-9701 (1997, мертворождённая), Ньяр (1993—1996), Кохана (род. 2002), Скайла (род. 2004), Малиа (род. 2007), Сакари (род. 2010)
- Мертворождённые с неуказанным полом: SWF-9401 (1994), SWF-9601 (1996), SWF-0501 (2005), SWF-1001 (2010)
- «Внуки»: Труа (род. 2005, от Таку), Адан (род. 2010, от Коханы)
- «Внучки»: Налани (род. 2006, от Таку), Виктория (род. 2012, от Коханы)